# (1874) Kacivelia
(1874) Kacivelia es un asteroide perteneciente al cinturón de asteroides descubierto el 5 de septiembre de 1924 por Serguéi Ivánovich Beliavski desde el observatorio de Simeiz en Crimea.
Está nombrado por Katsiveli, antigua ubicación de la estación hidrográfica del Mar Negro.